# Jānis Serģis
Jānis Serģis (født 16. juni 1938 i Cēsis i Letland, død 9. januar 2017) var en lettisk motocrosskører.
Hans motorsportskarriere begyndte som solokører i motocross, mens han senere gik over til sidevognscross. Igennem sin karriere havde han tre gange opnået medaljer i de sovjetiske mesterskaber – to guldmedaljer og én bronzemedalje. Mesterskaberne vandt han i 1971 sammen med Guntis Migla og i 1974 sammen med Aldis Jansons, mens han i 1982 sammen med Jānis Suipe opnåede en tredjeplads i den tunge klasse. Han var førstetræner for sin egen søn, den femdobbelte verdensmester i sidevognscross Kristers Serģis. Jānis Serģis' egen karriere ophørte i 1992, efter hans søn Kristers begyndte at få fremgang.
Jānis Serģis blev den 29. oktober 1997 Kommandør af Trestjerneordenen, I 2011 modtog Serģis Letlands årlige sportspris for sin livslange indsats for sporten.